# 給与支払報告書

給与支払報告書(総括表)

給与支払報告書（きゅうよしはらいほうこくしょ、Payroll report）とは、日本において、前年1月1日から12月31日までの間、事業所等が給与を支払った場合、支給した事業所が支給した者の1月1日に居住する市区町村に1月31日までに提出しなければならない書類である。略して、「給報」（きゅうほう）と呼ばれることもある。
1月1日現在において給与の支払をする事業所等は、1月31日までに前年中の給与所得の金額その他必要な事項を当該給与の支払を受けている者の1月1日現在の居住市町村の市区町村長に提出しなければならない。なお、給与の支払金額が30万円以下の退職者については提出しなくてよい。

## 書式
給与支払報告書と呼ばれる書類には個人別明細書と総括表がある。うち個人別明細書は、税務署に提出する「給与所得の源泉徴収票」と記載する項目がほぼ同一であるため混同されがちではあるが、提出すべき範囲が異なり別物である。まとめて記載できる複写式の用紙が税務署などで配布されている。eLTAX を使用すると税務署と市区町村に同時に提出できる。100枚以上の提出者等については、eLTAX などによる提出が義務化されている。2017年（平成29年）度（2016年（平成28年）分）以後の給与を報告する際には、給与の支払をする事業者の法人番号又は個人番号を記載し、様式の大きさも従来のA6サイズから2倍のA5サイズになった。

## 個人住民税
市区町村では、提出された給与支払報告書等に基づき住民税を課税する。提出が義務づけられているにもかかわらず提出しなかった場合や虚偽の記載をした場合は、1年以下の懲役または20万円以下の罰金を科せられることとなっている。
給与所得者の個人住民税は、給与の支払をする事業者が給与から天引きする特別徴収が原則であり、給与の支払が不定期であるなどの理由で特別徴収ができずに、本人が直接納付する普通徴収にする場合は、給与支払報告書の摘要欄に普通徴収に該当する理由の符号を記載する。